# Liste der Außenminister Libyens
Liste der Außenminister Libyens seit 1951.
- 1951 – 1954: Mahmud al-Muntasir
- 1954 – 1954: Muhammad Sakizli
- 1954 – 1957: Abdul Salam al-Buseiri
- 1957 – 1957: Abd al-Madschid Kubar
- 1957 – 1958: Wahbi al-Bouri
- 1958 – 1960: Abd al-Madschid Kubar
- 1960 – 1961: Abdul Qadir Allam
- 1961 – 1962: Sulaiman Jerbi
- 1962 – 1963: Wanis al-Qaddhafi
- 1963 – 1964: Muhi ad-Din Fikini
- 1964 – 1965: Husain Maziq
- 1965 – 1966: Wahbi al-Bouri
- 1966 – 1969: Ahmad Bishti
- 1969 – 1970: Salah Bousseir
- 1970 – 1970: Muhammad Najm
- 1972 – 1973: Mansur el-Kechiya
- 1974 – 1975: Abdel Moneim al-Huni
- 1976 – 1982: Ali Triki
- 1982 – 1984: Abd al-Ati al-Ubayyidi
- 1984 – 1986: Ali Triki
- 1986 – 1987: Kamal Hassan Mansur
- 1987 – 1990: Jadallah Azzuz at-Talhi
- 1990 – 1992: Ibrahim al-Bishari
- 1992 – 2000: Umar Mustafa al-Muntasir
- 2000 – 2009: Abdel Rahman Shalgham
- 2009 – 2011: Mussa Kussa
- 2011 – 2012: Abd al-Ati al-Ubayyidi
- 2012 – 2014: Mohamed Emhemed Abdulaziz
- 2014 – 2016: Mohammed al-Dairi
- 2016 – 2021: Mohamed Taha Siala
- 2021 – 2023: Nadschla al-Mangusch
- 2023: Fathallah al-Zani
- 2023: Abdul Hamid Dbeibeh
- seit 2023: Taher al-Baour